# Фердинанд Ласал
Фердинанд Ласал (на немски: Ferdinand Lassalle) е немски философ, юрист, икономист и политически деец от еврейски произход.

## Ранни години
Още млад се забърква в редица любовни афери. Успява да разведе графиня София Гацфелд. През януари 1864 година Ласал се влюбва в 16-годишната Елена, католичка и дъщеря на дипломат. Баща ѝ, разбира за връзката ѝ с Ласал, както и за неговия произход, и изисква от дъщеря си да скъса отношенията си с него, както и да продължи връзката си със своя другар от детинство влашкия дворянин Янко Раковиц. Ласал предизвиква дуел, в който е смъртно ранен, и няколко дни по-късно – на 31 август 1864 година умира от получените рани в двубоя.

## Идеологически възгледи и обществено-политическа дейност
Фердинанд Ласал е социалист и деец на германското работническо движение. Един от основателите на Германския работнически съюз в 1863 година.
Ласал е републиканец и поддръжник на пангерманизма. Обявява се в защита на всеобщото избирателно право и срещу присъединяването към Прусия на Елзас и Лотарингия.